# 굿엔터테인먼트의 음반
이 문서는 굿엔터테인먼트에서 발매한 음반 목록이다.

## 2000년대
- 2003년 6월 26일 이예린 - Refinded
- 2003년 10월 7일 신화 - The Everlasting Mytholog 2003 2nd Concert
- 2003년 11월 22일 이민우 - Un-Touch-Able (Freestyle)
- 2003년 11월 22일 이민우 - Un-Touch-Able (Mystyle)
- 2003년 12월 31일 신화 - Winter Story
- 2004년 ?월 ?일 신화 - [Digital Single] How Do I Say
- 2004년 3월 29일 린 - Can U See The Bright
- 2004년 8월 27일 신화 - Brand New
- 2004년 12월 17일 신화 - Winter Story 2004~05
- 2005년 2월 4일 찰리 박 - 카사노바 사랑
- 2005년 3월 10일 이민우 - [Digital Single] If you...
- 2005년 4월 14일 신화 - [Digital Single] Hey,Dude! (코카콜라CF삽입곡)
- 2005년 5월 6일 신혜성 - 오월지련
- 2005년 5월 26일 에디 신 - Just My Way
- 2005년 6월 16일 린 - One And Only Feeling
- 2005년 8월 6일 신화 - Summer Story 2005
- 2005년 8월 26일 신혜성 - 오월지련 (Repackage)
- 2005년 9월 3일 이민우 - Ilnd Winds
- 2005년 9월 9일 이민우 - Ilnd Winds (Repackage)
- 2005년 11월 15일 이민우 - Ilnd Winds:Girl Friend Edition
- 2005년 11월 17일 이민우 - [Digital Single] 보여주는게사랑이다 (애니콜CF삽입곡)
- 2006년 3월 13일 린 - Misty Memories
- 2006년 3월 15일 신화 - 2005 Japan Tour Live
- 2006년 5월 11일 신화 - State Of The Art
- 2006년 5월 11일 신혜성 - [Digital Single] 신혜성 김현성 파워싱글[1]
- 2006년 8월 16일 신화 - State Of The Art
- 2006년 8월 31일 선민,신혜성 - [Digital Single] 선민 ThanX 혜성
- 2006년 9월 7일 신화 - 우리들의 마음에는 태양이 있어 (보쿠라노 코코로니와 타이요우가 아루)
- 2006년 10월 26일 에디 신 - 사랑,스무살
- 2006년 11월 15일 전진 - [Digital Single] 사랑이 오지 않아요
- 2006년 12월 13일 배틀 - [Digital Single] Crash
- 2007년 1월 24일 신화 - Winter Story 2006~2007
- 2007년 2월 9일 에디 신 - [Digital Single] 사랑을 놓치다
- 2007년 2월 15일 전진 - Forever (Special Edition)
- 2007년 2월 27일 린 - The Pride Of The Morning
- 2007년 3월 22일 이민우 - M Live works 2006-2007
- 2007년 5월 30일 배틀 - [Digital Single] 말해!
- 2007년 7월 5일 김동완 - Kimdongwan Is
- 2007년 7월 13일 이민우 - Explore M
- 2007년 7월 24일 린 - The Pride Of The Morning
- 2007년 8월 8일 신혜성 - The Beginning,New Days
- 2007년 10월 4일 김동완 - Kim Dong Wan Is (Special Repackage)
- 2007년 10월 5일 이민우 - Explore M (Repackage)
- 2007년 10월 17일 이예린 - [Digital Single] 다가와
- 2007년 10월 22일 신혜성 - The Beginning,New Days
- 2007년 11월 30일 앤디 - [Digital Single] 엉뚱한 상상
- 2007년 12월 5일 신화 - SHINHWA WINTER STORY 2007
- 2008년 1월 17일 앤디 - The First New Dream
- 2008년 2월 14일 이민우 - M's The Sentimental Reason
- 2008년 2월 27일 린,신혜성 - 그 남자 그 여자 이야기
- 2008년 2월 27일 린 - 그 여자 이야기
- 2008년 2월 27일 신혜성 - 그 남자 이야기
- 2008년 3월 24일 신화 - [Digital Single] 다시 한 번만[2]
- 2008년 4월 2일 신화 - Shinhwa 9th
- 2008년 4월 25일 전진 - 전진 New Decade
- 2008년 4월 29일 앤디 - Andy The First Propose (Repackage)
- 2008년 5월 8일 김동완 - The Secret
- 2008년 6월 10일 배틀 - [Digital Single] Step By Step
- 2008년 6월 16일 에릭 - [Digital Single] BrownClassic 1st[3]
- 2008년 7월 3일 신화 - White Edition
- 2008년 7월 7일 신혜성 - [Digital Single] Color Purple (컬러프로젝트)
- 2008년 7월 22일 김동완 - [Digital Single] The Secret Between Us Part.2
- 2008년 8월 6일 앤디 - [Digital Single] 사랑하면 보내야 하는 건데
- 2008년 8월 21일 전진 - [Digital Single] Together 4ever
- 2008년 8월 26일 신혜성 - Live And Let Live
- 2008년 9월 23일 이민우 - M Rizing
- 2008년 11월 4일 김동완 - [Digital Single] 약속
- 2008년 11월 28일 선민 - [Japan Digital Single] Will
- 2008년 11월 28일 선민 - [Japan Digital Single] Love You/The Rose
- 2008년 11월 28일 선민 - [Japan Digital Single] Starting Story
- 2008년 11월 28일 선민 - Cover Girl
- 2008년 11월 28일 선민 - [Japan Digital Single] 사랑의 기적
- 2008년 11월 28일 선민 - [Japan Digital Single] Another Wish
- 2008년 12월 4일 린 - [Digital Single] 매력쟁이
- 2009년 1월 5일 찰리 박 - Recollection (회상)
- 2009년 1월 13일 린 - Let Go,Let In,It's A New Day
- 2009년 1월 21일 선민 - Brand New Girl
- 2009년 2월 17일 신혜성 - 3rd Side 2 Keep Leaves
- 2009년 2월 27일 에디 신 - [Digital Single] Over[4]
- 2009년 5월 7일 전진 - Fascination
- 2009년 6월 10일 신혜성 - [Digital Single] 결혼 못하는 남자
- 2009년 6월 23일 이민우 - Minnovation
- 2009년 8월 1일 찰리 박 - 아버지의 아버지
- 2009년 9월 24일 전진 - [Digital Single] 인사 (연•애•별)[5]
- 2009년 9월 25일 선민 - [Digital Single] Superwoman
- 2009년 10월 6일 태화 - [Digital Single] 타락천사
- 2009년 10월 22일 린 - [Digital Single] New Celebration
- 2009년 10월 27일 린 - New Celebration
- 2009년 10월 27일 앤디 - Single Man